# Sindrome del pubo-rettale
La sindrome del pubo-rettale o anismo, detta a volte sindrome dei muscoli elevatori o dissinergia pelvica è una patologia funzionale che riguarda la difficoltà dei muscoli rettali a rilassarsi, causata da una deficienza o difficoltà motoria della fionda del muscolo elevatore dell'ano o muscolo pubo-rettale. A volte i medici distinguono tra anismo, dovuto a spasticità, e vera dissinergia della peristalsi, dovuta a mancata coordinazione dei muscoli.
Porta la persona che ne soffre una difficoltà defecatoria (sindrome da ostruita defecazione), in cui si presentano dischezia, coprostasi a livello del colon terminale e rettale, stipsi defecatoria (a volte fecaloma), tenesmo, sensazione di mancato svuotamento, emorroidi, ragadi anali, dolore addominale e vari sintomi nella zona del pavimento pelvico. Si manifesta solitamente assieme (e come conseguenza) all'ulcera solitaria del retto, e in certi casi al prolasso rettale, ma può avere diverse cause.

## Cause
Spesso la causa è collegata all'ulcera solitaria, provocata da "aumentato tono pressorio del canale anale e in un'alta percentuale di pazienti con intussuscezione retto-anale", che può evolvere in prolasso rettale parziale o totale.
Tale sforzo continuo ("retto da sforzo") a causa di stipsi cronica (ad esempio per colite spastica, dieta inadeguata o sedentarietà) traumatizza la mucosa, creando una lesione vicino al margine anale (5–10 cm da esso), e le pareti muscolari. Nel caso del prolasso vi è un difetto acquisito nella forma "a cannocchiale" del canale: più lo si chiude, più il lume libero si riduce in maniera spastica. Riducendosi il lume, l'evacuazione risulta difficoltosa e le feci ristagnano, o escono in maniera frammentarie o in maniera incompleta. Il muscolo può affaticarsi e apparire senza forza.
Si possono formare diverticoli nel colon, e, nelle donne, rettocele.
Molti pazienti con anismo e ostruita defecazione presentano un livello di condizioni psichiatriche superiore al normale, come disturbo ossessivo-compulsivo, disturbo depressivo, fobia delle feci e disturbi alimentari (come anoressia nervosa o bulimia), o disturbo da stress post traumatico.
Altre cause primarie sono il megacolon, la lesione del perineo e del pavimento pelvico in seguito a sforzi o operazioni chirurgiche, o la sindrome del perineo discendente; e cause neurologiche o muscolari come la paresi o paralisi del nervo pudendo o i disturbi neurologici centrali, periferici (neuropatie, sindrome da ipereccitabilità), radicolari (o della cauda equina), del midollo spinale, o del sistema extrapiramidale, tra essi: malattia di Parkinson a causa dell'ipertonia muscolare tipica della patologia, e parkinsonismi, sclerosi multipla, lesioni del motoneurone generale viscerale, paraparesi spastica, distonia focale, ipertono sfinterico, ipertrofia o fibrosi muscolare del pubo-rettale (causata da lesioni, malattia neuromuscolare o miopatia), cause iatrogene (da farmaci), ecc.

## Esami
- Defecografia
- Manometria anorettale

## Terapia

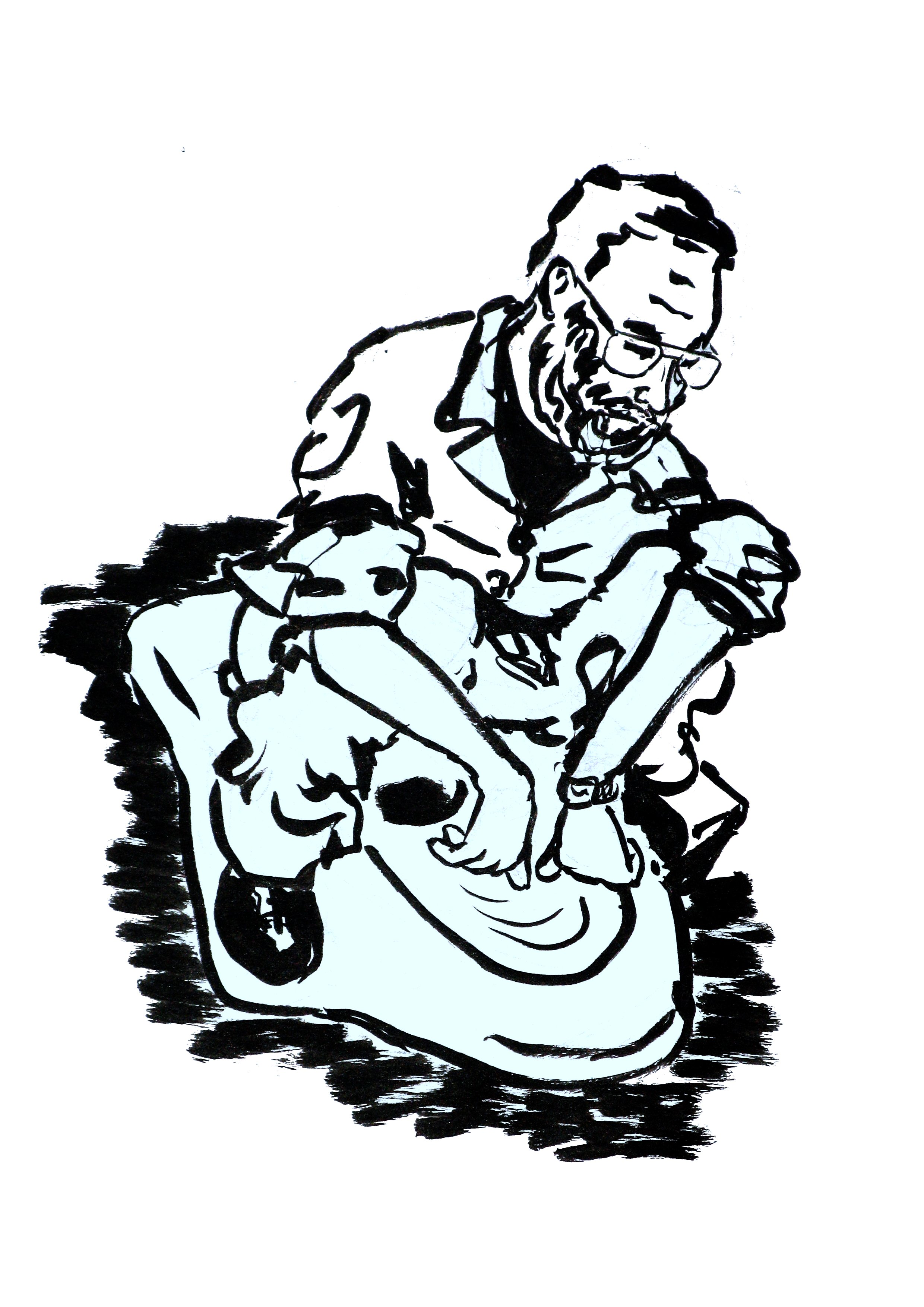
Una posizione di evacuazione raccomandata nel biofeedback alle persone affette da sindrome pubo-rettale

Il trattamento di scelta si chiama biofeedback dei muscoli rettali (una sorta di "rieducazione all'uso") che consiste in esercizi svolti durante lo stesso esame manometrico (effettuato per la diagnosi). La persona, grazie alla visione sul monitor dei suoi sforzi, può riuscire a comprendere al meglio l'esito dei suoi esercizi e migliorare le contrazioni anali. Nei casi più gravi viene iniettata della tossina botulinica o si può ricorrere a interventi chirurgici.